# Katedra św. Mikołaja w Monako

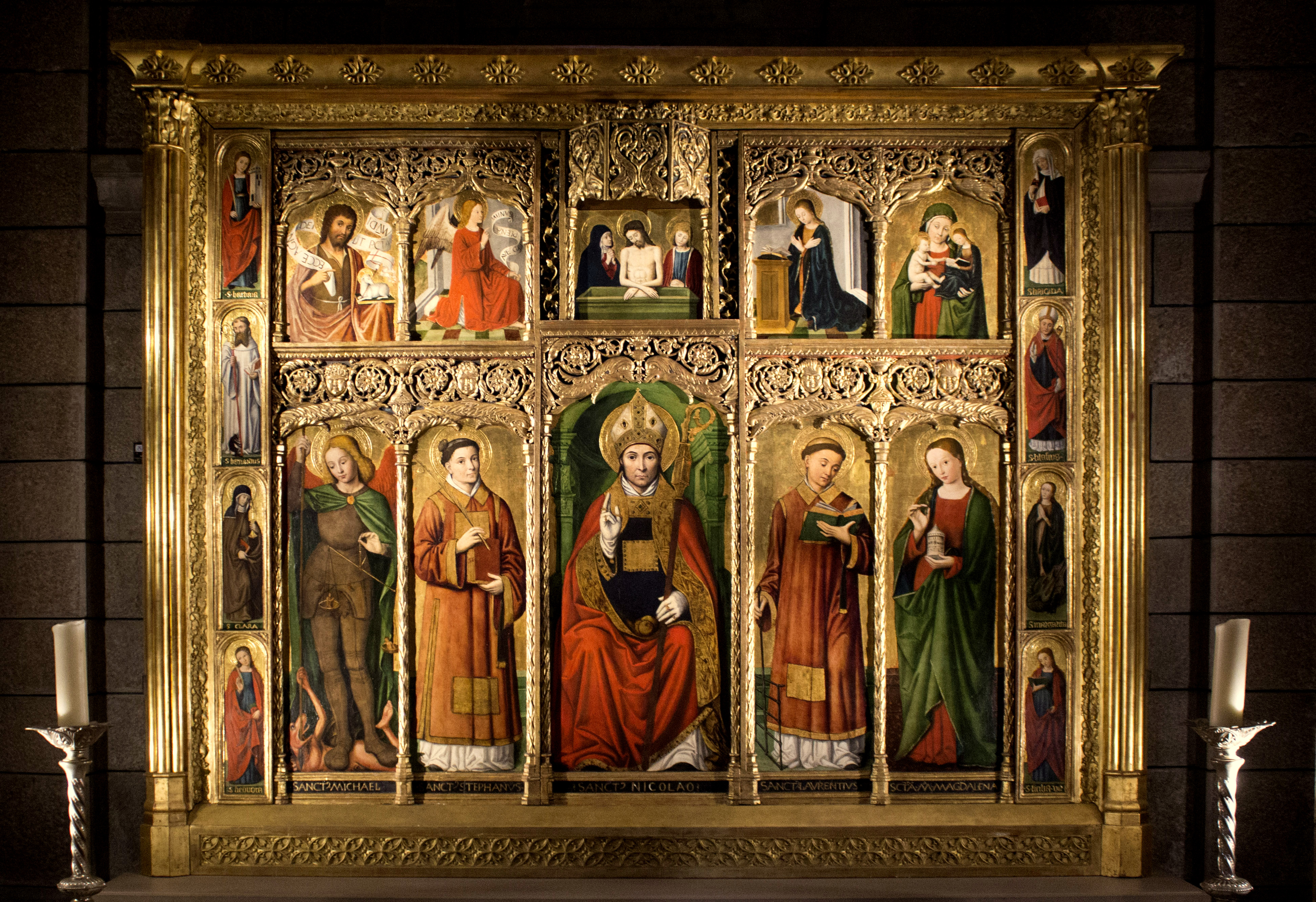
ołtarz St Nicolas - Ludovico Brea, 1500

Katedra św. Mikołaja w Monako, znana również jako Katedra w Monako (fr. Cathédrale de Monaco) – katedra archidiecezji Monako, znajdująca się w Monaco-Ville, dzielnicy państwa-miasta Monako, w której wielu członków rodu Grimaldich zostało pochowanych, w tym Grace Kelly i ostatnio Rainier III.
Katedra została konsekrowana w 1875 i stoi na miejscu pierwszego kościoła parafialnego w Monako, wybudowanego w 1252 i poświęconego świętemu Mikołajowi. Godna uwagi jest nastawa ołtarzowa z około 1500 roku z prawej strony transeptu, ołtarz główny i tron biskupi wykonany z białego marmuru z Carrary.
Nabożeństwa kościelne odbywają się w główne święta religijne takie jak Święto Świętej Dewoty (27 stycznia) i Święto Narodowe (19 listopada). W święta i podczas koncertów muzyki religijnej, można usłyszeć wspaniałe organy 4-klawiaturowe, wykonane w 1976.
Od września do czerwca “Les Petits Chanteurs de Monaco” i chórzyści Katedralnej Szkoły Chóralnej śpiewają podczas mszy świętej w każdą niedzielę o 10:00. Msza jest również odprawiana każdego roku 6 grudnia, kiedy głównie dzieci gromadzą się na radosnym wspominaniu życia Świętego Mikołaja.